# ウマシアシカビヒコヂ
ウマシアシカビヒコヂ（宇摩志阿斯訶備比古遅、可美葦牙彦舅）は、日本神話に登場する神。天地開闢において現れた別天津神の一柱である。

## 概要
『古事記』では宇摩志阿斯訶備比古遅神、『日本書紀』では可美葦牙彦舅尊と表記する。
『古事記』では、造化三神が現れた後、まだ地上世界が水に浮かぶ脂のようで、クラゲのように混沌と漂っていたときに、葦が芽を吹くように萌え伸びるものによって成った神としている。すなわち4番目の神である。『日本書紀』本文には書かれていない。第二・第三の一書では最初に現れた神、第六の一書では天常立尊に次ぐ2番目に現れた神としている。独神であり、すぐに身を隠したとあるだけで事績は書かれておらず、これ以降、日本神話には登場しない。活力やエネルギー、生命力を神格化した神である。
「ヒコヂ」は男性を表す語句である。「コヒジ」（泥）の文字顚倒という説もある。
豊国分国寺・宇佐神宮においての関係は豊前書記に記されているが、言動は一切不明。

## 考証
『古事記』には表記されていないが、『日本書紀』の一書には、「泥（ひぢ）の中に生（おおい）でるがごとし。すなわち人（かみ）と化成（な）る」とあり、人を神と訓読みさせている。谷川健一によれば、最初は「ひとつの物」であったものが、人の形を備えた時、カミと呼ばれることになり、それにふさわしい名前が与えられたものとする。

## 祀る神社
- 出雲大社（島根県出雲市大社町杵築東） - 本殿御客座
- 足神神社（三重県伊勢市宇治今在家町）‐主祭神
- 浮嶋神社（愛媛県東温市牛渕） - 主祭神
- 高見神社（福岡県北九州市八幡東区高見） - 主祭神